# 梁商
梁商（70年—141年9月22日），字伯夏，安定郡乌氏县（今宁夏固原）人，东汉政治人物。

## 生平
梁商的姑母是梁嫕、汉章帝的梁大贵人、梁小贵人，梁小贵人是汉和帝的生母。汉和帝亲政后，梁商以外戚拜郎中，后来袭封父亲的乘氏侯。
阳嘉元年（132年），汉顺帝以他的女儿梁妠为皇后，他被任命为执金吾。阳嘉四年（135年），任大将军。梁商位居高位，为人谦虚，虚己进贤。饥荒时，在城门赈济穷人谷米。永和六年（141年），梁商去世，遗嘱薄葬。
| 東漢乘氏侯國（98年－159年） |      |            |      |          |              |
| 傳位                        | 世   | 稱號及諡號 | 姓名 | 在位年數 | 在位時間     |
| 第1任                       | 始封 | 乘氏侯     | 梁雍 | ？       | 98年－？     |
| 第2任                       | 二世 | 乘氏忠侯   | 梁商 | 16年     | 126年－141年 |
| 第3任                       | 三世 | 乘氏侯     | 梁冀 | 18年     | 142年－159年 |
| 降封為鄉侯，國除            |      |            |      |          |              |

## 家族

### 先祖
- 曾祖父梁统
- 祖父梁竦

### 父亲
- 梁雍为乘氏侯，官至少府。伯父梁棠为乐平侯，官至大鸿胪。叔父梁翟为单父侯。

### 妹妹
- 梁氏，汉顺帝永建三年（128年），梁氏与梁商的女儿梁妠一同被选入后宫，同被册封为贵人。

### 子女
- 比景都乡侯梁冀
- 颍阳侯梁不疑
- 西平侯梁蒙
- 梁田[4]
- 顺烈皇后梁妠
- 懿献皇后梁女莹